# Маму (село)
Маму (рум. Mamu) — село у повіті Вилча в Румунії. Входить до складу комуни Медуларі.
Село розташоване на відстані 159 км на захід від Бухареста, 50 км на південний захід від Римніку-Вилчі, 46 км на північний схід від Крайови.

## Населення
За даними перепису населення 2002 року у селі проживали 88 осіб, усі — румуни. Усі жителі села рідною мовою назвали румунську.